# Karolina Semeniuk
Karolina Semeniuk (ur. 24 października 1983 w Żorach) – polska piłkarka ręczna, reprezentantka Polski grająca na pozycji rozgrywającej, zawodniczka Zagłębia Lubin. Mistrzyni Polski (2011).

## Kariera sportowa
Wychowanka Pogoni Żory, od 2003 występuje w Zagłębiu Lubin. Z lubińskim klubem zdobyła mistrzostwo Polski w 2011 (w mistrzowskim sezonie 2010/2011 była najskuteczniejszą zawodniczką Zagłębia – w 31 meczach zdobyła 187 bramek, zajmując 2. miejsce w klasyfikacji najlepszych strzelczyń Superligi), wicemistrzostwo Polski w 2006, 2009, 2010, 2012, 2013, 2014 i 2017 oraz brązowe medale mistrzostw Polski w 2007 i 2008, a także Puchar Polski w 2009, 2011, 2013 i 2017. W sezonach 2011/2012 (167 bramek – 5. miejsce), 2012/2013 (176 bramek – 8. miejsce), 2013/2014 (179 bramek – 4. miejsce) należała do czołowych strzelczyń ligi. W barwach Zagłębia występowała też w europejskich pucharach, m.in. meczach eliminacyjnych do Ligi Mistrzyń (11 bramek w sezonie 2011/2012), Pucharze EHF i Pucharze Zdobywców Pucharów (83 bramki).
W reprezentacji Polski seniorek zadebiutowała 31 marca 2010 w meczu eliminacji mistrzostw Europy z Rosją. W 2013 wystąpiła na mistrzostwach świata w Serbii (rzuciła 16 bramek), zajmując z drużyną 4 miejsce.